# Хабабі Ель-Арбі
Хабабі Ель-Арбі (араб. العربي حبابي; нар. 12 серпня 1967, Хурибга) — марокканський футболіст, що грав на позиції півзахисника. Відомий за виступами за марокканський клуб «Олімпік» (Хурибга) та туніський «Етюаль дю Сахель», а також у складі національної збірної Марокко.

## Клубна кар'єра
Хабабі Ель-Арбі народився в місті Хурибга, та розпочав виступи у дорослому футболі в місцевій команді «Олімпік», в якій грав до 1997 року. У 1997 році став гравцем туніського клубу «Етюаль дю Сахель», в якій грав до 1998 року, після чого завершив виступи на футбольних полях.

## Виступи за збірну
У 1990 році Хабабі Ель-Арбі дебютував у складі національної збірної Марокко. У складі збірної був учасником чемпіонату світу 1994 року у США. У складі збірної грав до 1997 року, загалом протягом кар'єри в національній команді провів у її формі 25 матчів, забивши 5 голів.